# 達里恩 (喬治亞州)
達里恩（英語：Darien）是一個位於美國喬治亞州麥金托什縣的城市。根據2010年美國人口普查，該地人口為1975人，而該地的面積約為5.10平方千米。同時該地也是麥金托什縣的縣治。

## 地理
達里恩的座標為31°22′16″N 81°25′51″W / 31.37111°N 81.43083°W，而該地的平均海拔高度為9米（即30英尺）。